# IC 4346
IC 4346 је спирална галаксија у сазвјежђу Волар која се налази на листи објеката дубоког неба у Индекс каталогу.
Деклинација објекта је + 25° 9' 10" а ректасцензија 13h 55m 40,4s. Привидна величина (магнитуда) објекта IC 4346 износи 14,5 а фотографска магнитуда 15,3. IC 4346 је још познат и под ознакама MCG 4-33-29, CGCG 132-49, KUG 1353+253, PGC 215031.